# Joe Riley
Joe Riley, född 6 december 1996 i Blackpool i England, är en engelsk fotbollsspelare (försvarare) som spelar för AFC Fylde. 
Riley är en allroundspelare då han kan spela som ytterback, innermittfältare och högermittfältare.

## Karriär
Riley kom till akademin i Manchester United den 1 juli 2013. Efter att ha suttit på bänken i Europa League-mötet med danska Midtjylland den 18 februari 2016 gjorde Riley sitt första a-lagsframträdande i FA-cupmatchen mot Shrewsbury Town fyra dagar senare. Debuten kom då han bytte av Cameron Borthwick-Jackson i halvtid. Den 25 februari 2016, i returmötet med Midtjylland, fick Riley för första gången starta i en match.
Den 25 maj 2018 värvades Riley av Bradford City, där han skrev på ett tvåårskontrakt. Den 5 augusti 2020 värvades Riley av Carlisle United, där han skrev på ett ettårskontrakt med option på ytterligare ett år.
Den 13 juni 2022 värvades Riley av Walsall, där han skrev på ett tvåårskontrakt. Den 5 juni 2024 värvades Riley av National League-klubben AFC Fylde, där han skrev på ett ettårskontrakt med option på ytterligare ett år.